# European Design Award
Les European Design Awards , également connus sous le nom de ED-Awards, sont des prix annuels remis aux designers européens pour leurs travaux exceptionnels dans le domaine du design de communication. Les ED-Awards sont une initiative conjointe de magazines de design de toute l'Europe et approuvés par  le Conseil international du design. Les ED-Awards sont jugés par un panel de représentants (journalistes et critiques de design) de quinze magazines européens du design, tandis que les soumissions gagnantes sont présentées dans le catalogue ED-Awards. 

## Modèle
Les prix ED-Awards sont différents des autres prix de design en ce sens que le jury est composé non pas de pairs (designers), mais de journalistes et critiques de design - des personnes qui voient et jugent le travail pour gagner leur vie.  De plus, étant donné que l’organisation ED-Awards est composée de magazines de design, elle offre à toutes les personnes qui soumettent des travaux l’occasion de les publier dans plusieurs de ces médias. Chaque année, de nombreuses histoires et articles sont créés au travers du travail soumis. 

## Jury
Le jury est composé de quinze représentants de magazines de design européens de premier plan. 
- designaustria , Autriche
- TYPO , République Tchèque
- Grafia , Finlande
- étapes, France
- novum , Allemagne
- + design , Grèce
- Progetto Grafico , Italie
- BNO Vormberichten , Pays-Bas
- 2 + 3D , Pologne
- [kAk) , Russie
- Visual , Espagne
- CAP & Design , Suède
- IDPURE , Suisse
- Grafik Tasarim , Turquie
- Eye , Royaume-Uni

## Catégories
Il existe 35 catégories de prix, réparties en sept groupes couvrant notamment la marque, les emballages, la conception d'exposition, la typographie, la conception numérique, l'illustration et l'auto-promotion. Il existe également trois distinctions spéciales: Agence de l'année, Meilleur show et Prix du jury.

## Agence européenne de design de l'année
La plus haute distinction décernée aux ED-Awards est chaque fois la distinction attribuée au studio le plus créatif du continent. Ce titre a jusqu'à présent été attribué à: 
- 2008 Beetroot Design Group , Grèce
- 2010 Lava Design , Pays-Bas
- 2011 Les Graphiquants , France
- 2012 Silo , Pays-Bas
- 2013 Jaeger & Jaeger , Allemagne
- 2014 R2 , Portugal
- 2015 Ermolaev Bureau , Russie
- 2016 Raffinerie AG für Gestaltung , Suisse
- 2017 Silo , Pays-Bas

## Villes hôtes
Les résultats de chaque année sont annoncés lors d'une cérémonie qui se déroule dans une ville européenne différente. Jusqu'à présent, les cérémonies des European Design Awards (et les événements qui les accompagnent) ont été organisées par: 
- Athènes , Grèce (2007)
- Stockholm , Suède (2008)
- Zurich , Suisse (2009)
- Rotterdam , les Pays-Bas (2010)
- Vilnius , Lituanie (2011)
- Helsinki , Finlande (2012)
- Belgrade , Serbie (2013)
- Cologne , Allemagne (2014)
- Istanbul , Turquie (2015)
- Vienne , Autriche (2016)
- Porto , Portugal (2017) [6]
- Oslo , Norvège (2018) [7]

## Liens connexes
- Prix du design allemand
- Red Dot